# Coon Valley (Wisconsin)
Coon Valley – wieś w Stanach Zjednoczonych, w stanie Wisconsin, w hrabstwie Vernon.